# Szegő András
Szegő András (Budapest, 1948. március 24. – 2023. november 1.(k. n.)) Prima Primissima díjas újságíró, publicista. Beceneve: az Interjúkirály.

## Élete
Tanulmányait a Szemere Bertalan Általános Iskolában kezdte. 1964-ben, a Kossuth Gimnáziumban érettségizett. Ezután tanult közgazdásznak, járt az ELTE-re és a Testnevelési Főiskola sportvezető szakára, de tanulmányait sehol nem fejezte be.
1970 és 1992 között a Képes Sport munkatársa, a birkózás, a súlyemelés és az ökölvívás szakírója volt. Külsős munkatársként az MTV sportközvetítéseiben is részt vett. 1994 óta a Nők Lapja szerzője, publicisztikái, riportjai, interjúi hétről hétre olvashatók. A Sport Plusz című lapban is rendszeresen jelennek meg cikkei.
Több filmben is kapott kisebb szerepeket (A turné, Redl ezredes, Sorstalanság, Zsaruvér és csigavér 3. – A szerencse fia, Zsiguli).
2003-ban jelent meg Magánybeszélgetések című interjúkötete. 2008-ban látott napvilágot Antal Imréről szóló könyve, amely pályatársakkal, barátokkal készült interjúkat tartalmaz.
Feleségével, Évával 1978-ban ismerkedtek meg. Két fiuk született: János (1982), aki irodalomkritikus, a Magvető szerkesztője és Andor (1986).
2023. november 1-jén bejelentették, hogy hosszú betegség után elhunyt.

## A Prima Primissima díj átvételekor elmondott beszéde
"Hát... az egész életem az tele volt ilyen nagy álmokkal, vágyakkal, célokkal, hogy szerettem volna balösszekötő lenni a Honvédban, szerettem volna világbajnoki döntőt boxolni Mike Tysonnal, szerettem volna eljátszani az Ének az esőben címszerepét, ott végig táncolni, a Bécsi Filharmonikusokat elvezényelni, atomfizikai előadást tartani Princetonban. És úgy... ahogy múltak az évek, úgy egyre inkább leszámoltam, hogy ezek már nem nagyon jönnek be. Ami a Primát illeti: amikor megtudtam ezt a jelölést, úgy kicsit bíztam, de mikor a Csányi úr az elején elmondta, hogy milyen fantasztikus kvalitások kellenek ahhoz, milyen fantasztikus erkölcsi szilárdság, magasztosság, magabiztosság, azt mondtam, hogy akkor ez is nekem elment, ez sem jött be. Hát én ebből egyik se... hát most mégis megjött, hát most kezdek... reszkessél Tyson, ha a karvezető úrnak gondja van, szóljon nekem, megyek, és a Honvédban holnapután balösszekötőként játszok egy meccset! Köszönöm szépen!"
A kategória Prímái: Bojtár B. Endre, a Magyar Narancs főszerkesztője és Cselényi László, a Duna Televízió elnöke.

## Művei
- Magánybeszélgetések (2003)
- mindenidok.hu (2008)
- Antal Imre (2008)
- Madár – 12 Menet Erdei Zsolttal (2010)
- Bombasiker. A 10 legsikeresebb magyar szerző (2011)
- Kakasülő. Interjúk; Central Könyvek, Bp., 2015 (Nők lapja műhely)
- Csillagvizsgáló. Bajnokok, muzsikusok, mítoszok; Central Könyvek, Bp., 2016 (Nők lapja műhely)
- Íróportrék; Central Könyvek, Bp., 2018 (Nők lapja műhely)

## Filmszerepek
- Presszó (2008)
- Zsaruvér és Csigavér III.: A szerencse fia (2007)
- Zsiguli (2004)
- Kisváros a Reptéri fogás című részben (1997)
- Hanussen (1988)
- Ezek a fiatalok (1967)

## Díjai
- Táncsics Mihály-díj (1993)
- Feleki László-díj (1999)
- Joseph Pulitzer-emlékdíj (2002)
- Prima Primissima díj (2008)